# Jeanne Boutbien
Jeanne Boutbien, née le 8 avril 1999 à Dakar, est une nageuse franco-sénégalaise, représentant le Sénégal au niveau international.

## Biographie
Jeanne Boutbien est née à Dakar de parents français ; elle obtient la nationalité sénégalaise en 2016. Elle étudie à Sciences Po Bordeaux et à la National University of Singapore.
Elle remporte la traversée Dakar-Gorée en 2015 et en 2016.
Elle remporte aux Championnats d'Afrique de l'Ouest 2017 8 médailles (3 en or, 4 en argent et une en bronze).
Elle fait partie des relais 4 × 100 mètres nage libre et quatre nages terminant quatrièmes de leur finale aux Jeux africains de 2019.
Elle bat le record du Sénégal du 100 mètres nage libre en février 2020 à Limoges avec un temps de 58 s 53, battant ainsi le temps de 58 s 59 réalisé par Khadija Ciss le 14 avril 2005 à Nancy.
En juin 2021, elle obtient une qualification aux Jeux olympiques d'été de 2020 au nom de l'universalité des Jeux.
Elle est nommée porte-drapeau de la délégation sénégalaise aux Jeux olympiques d'été de 2020 à Tokyo, avec le judoka Mbagnick Ndiaye.
Aux Championnats d'Afrique de natation 2021 à Accra, elle est médaillée de bronze sur 4 × 100 mètres nage libre et sur 4 × 100 mètres nage libre mixte.